# Graf zonder naam
Graf zonder naam is een Nederlands reportageprogramma uitgezonden door SBS6, waarbij programmamaker en presentator Kees van der Spek nabestaanden opspoort van overledenen in een anoniem graf.
In Nederland liggen verspreid over de begraafplaatsen, zo'n driehonderd mensen begraven van wie onbekend is wie ze zijn. Van der Spek probeert met gesprekken, politiedossiers en allerlei andere mogelijkheden te achterhalen om wie het gaat en door wie de overledene eventueel gemist wordt.
Volgens Van der Spek loopt de Nederlandse politie vaak vast in deze zaken, die grotendeels buitenlandse doden betreffen. "Als de politie vermoedt dat iemand bijvoorbeeld uit Iran komt, maar de Iraanse autoriteiten geven geen antwoord, kan de politie niet zomaar naar Teheran afreizen." Een journalist kan dat wel.
Van der Spek interviewt eerst de persoon die destijds het stoffelijk overschot vond. Daarna wordt het lichaam opgegraven onder leiding van het Nederlands Forensisch Instituut (NFI). Vervolgens vergelijkt het NFI het DNA. Als er een match is met de vermoedelijke nabestaanden, eindigt het verhaal met het plaatsen van de naam op het graf.
Is er geen match dan gaat Van der Spek op onderzoek uit.
Als tune worden de nummers The last of us van Gustavo Santaolalla gebruikt, en het nummer 42 van Coldplay.

## Seizoen 1 (2015)
| Aflevering | Naam aflevering         | Datum            | Kijkcijfers | Herhaling    | Kijkcijfers | Inhoud |
| ---------- | ----------------------- | ---------------- | ----------- | ------------ | ----------- | --- |
| 1          | De Onbekende Rus        | 29 november 2015 | 746.000     | 19 juni 2016 | 489.000     | In 2005 werd een overleden man aangetroffen op een plein in Amsterdam. Van der Spek probeerde middels het televisieprogramma 'Wacht op mij' dat uitgezonden werd in Rusland, Wit-Rusland en Oekraïne een oproep te plaatsen met een foto van de overleden man. Er kwamen hierop 7 reacties waarvan 3 van familie. Uiteindelijk kwam het team bij de broer van de overleden man terecht die in Petrozavodsk woonde.              |
| 2          | Zelfmoord in Heemskerk  | 6 december 2015  | 851.000     | 26 juni 2016 | 460.000     | In 2001 sprong een man voor de trein in Heemskerk. Hij had geen paspoort of rijbewijs op zak en ondanks een oproep in Opsporing Verzocht, kon zijn identiteit niet worden vastgesteld. Hij werd begraven in een anoniem graf in Amsterdam. Het bleek om een man uit Turkije te gaan, die illegaal in Nederland verbleef. Uiteindelijk kwam het team bij de familie van de overleden man terecht die in Ünye woonde.             |
| 3          | De duivel uit Duitsland | 13 december 2015 | 748.000     | 3 juli 2016  | 416.000     | In 1982 werd in een kraakpand in Amsterdam een gemummificeerd lijk gevonden in een opgerold tapijt in de hoek van de kelder. Het bleek om een Duitse man te gaan. Van der Spek dacht de identiteit van de Duitse man te hebben achterhaald, totdat hij er bij de Duitse politie achter kwam dat deze persoon nog in leven was. De zaak werd opnieuw in behandeling genomen door het Cold Case Team van de politie in Nederland. |
| 4          | Het lijk in het kanaal  | 20 december 2015 | 733.000     | 10 juli 2016 | 422.000     | In 1996 werd een lijk gevonden in het Julianakanaal in Urmond. De man, die door een misdrijf om het leven was gekomen, bleek uit Iran te komen. Uiteindelijk kwam het team bij de broer en beste vriend van de overleden man terecht. |

## Seizoen 2 (2016)
| Aflevering | Naam aflevering                        | Datum             | Kijkcijfers | Inhoud |
| ---------- | -------------------------------------- | ----------------- | ----------- | --- |
| 1          | Nigeriaanse bolletjesslikker           | 31 augustus 2016  | 614.000     | In 2009 werd een overleden man gevonden in de lift in een flat in de Bijlmermeer. Bij sectie op het lichaam van de man werden in zijn lichaam 54 bolletjes cocaïne gevonden. Een bolletje was geknapt en dat is de doodsoorzaak geweest. Het bleek te gaan om een man uit Nigeria. Uiteindelijk kwam het team bij de familie van de overleden man terecht die in Cotonou woonde. |
| 2          | Het lijk in de kast                    | 7 september 2016  | 543.000     | In 2003 vonden werklieden in een Amsterdamse woning een dode man in de kast. Bij sectie op het lichaam van de man bleek hij overleden aan een overdosis heroïne. Het bleek te gaan om een man uit Algerije die illegaal in Nederland verbleef; een veelpleger die minimaal 50 keer door de politie is opgepakt. Van der Spek probeerde middels nieuwszender Enahar TV die uitzendt in Algerije een oproep te plaatsen met een foto van de overleden man. Er kwam hierop één reactie van een persoon die beweert de broer te zijn van de man op de foto. Uiteindelijk kwam het team bij de broer van de overleden man terecht die in Algiers woont. |
| 3          | De tippelaarster van het Columbusplein | 14 september 2016 | 434.000     | In 1997 werd een overleden vrouw op straat gevonden op het Columbusplein in Amsterdam. Bij sectie op het lichaam bleek dat ze zwaar was mishandeld en door verwurging om het leven was gekomen. De vrouw bleek een tippelaarster te zijn geweest in Amsterdam. Van der Spek probeerde middels nieuwszender TV Klan die uitzendt in Albanië een oproep te plaatsen met een foto van de overleden vrouw. Er kwam hierop één reactie van de twee zoons van de vrouw. Uiteindelijk kwam het team bij de zoons en familie van de overleden vrouw terecht die in Elbasan in Albanië woonden. Tot slot werd dit hele onderzoek ook op TV Klan getoond, en werd de lokale mensenhandelaar die de overleden vrouw had gekocht van haar ex-man in Italië gearresteerd. |
| 4          | Anonieme asielzoekster                 | 21 september 2016 | 610.000     | In 2006 werd in Assen een vrouw op straat gevonden in slechte gezondheidstoestand. Ze werd naar een ziekenhuis gebracht om te herstellen, maar overleed twee weken. Bij sectie op het lichaam bleek ze overleden aan tuberculose, een gebroken sleutelbeen, longembolie, bloedvergiftiging, darmontsteking en een embolie in haar been. De vrouw was naar Nederland gesmokkeld vanuit Armenië. Van der Spek probeerde middels een nieuwszender in Armenië een oproep te plaatsen met een foto van de overleden vrouw. Er kwam hierop geen reactie. Uiteindelijk kwam het team bij een Armeense gemeenschap in Assen terecht. |
| 5          | De man in de caravan                   | 28 september 2016 | 472.000     | In 1995 werd een overleden man door zijn medebewoner gevonden in een caravan op een industrieterrein in Amsterdam. Bij sectie op het lichaam bleek dat de man een natuurlijke dood was gestorven. Voor zijn overlijden had hij echter een aantal flinke klappen gehad en was zijn paspoort gestolen. Omdat de afkomst van de man verschillend zou kunnen zijn probeerde Van der Spek middels nieuwszenders in o.a. Polen een oproep te plaatsen, wat helaas niets opleverde. Tot slot probeerde Van der Spek de mannen te achterhalen die toentertijd met de man optrokken maar dit leverde niets bruikbaars op. De zaak wordt nu opnieuw behandeld bij het Cold Case Team bij de politie in Amsterdam.                                                      |